# Dictyophara sumatrana
Dictyophara sumatrana är en insektsart som beskrevs av Victor Lallemand 1931. Dictyophara sumatrana ingår i släktet Dictyophara och familjen Dictyopharidae. Inga underarter finns listade i Catalogue of Life.